# Теремнівські ставки
Тере́мнівські ставки́ — гідрологічна пам'ятка природи місцевого значення в Україні. Розташована в межах східної частини міста Луцька, при вулиці Теремнівській.
Площа 5,9114 га. Статус надано в 1993 році за розпорядженням Волинської облради від 03.03.1993 № 18-р, реорганізовано за рішенням Волинської обласної ради від 04.11.2011 № 7/21. Перебуває у віданні комунального підприємства «Парки та сквери м. Луцька».
Створена з метою збереження двох штучних водоймищ (ставків), які відіграють важливу роль у регуляції гідрорежиму річки Сапалаївки (притока Стиру). Комплекс водоймищ споруджений на основі одного з природних ставків до 900-річчя міста, що відзначалося у 1985 році.

## Галерея

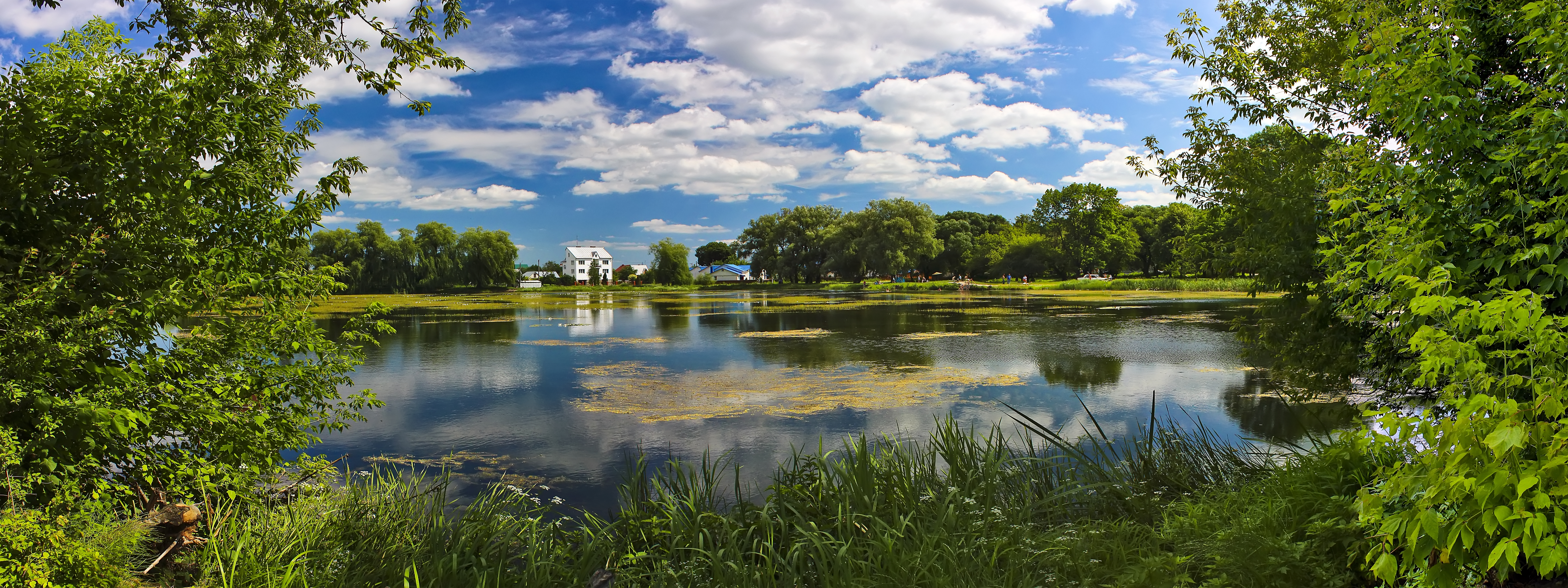
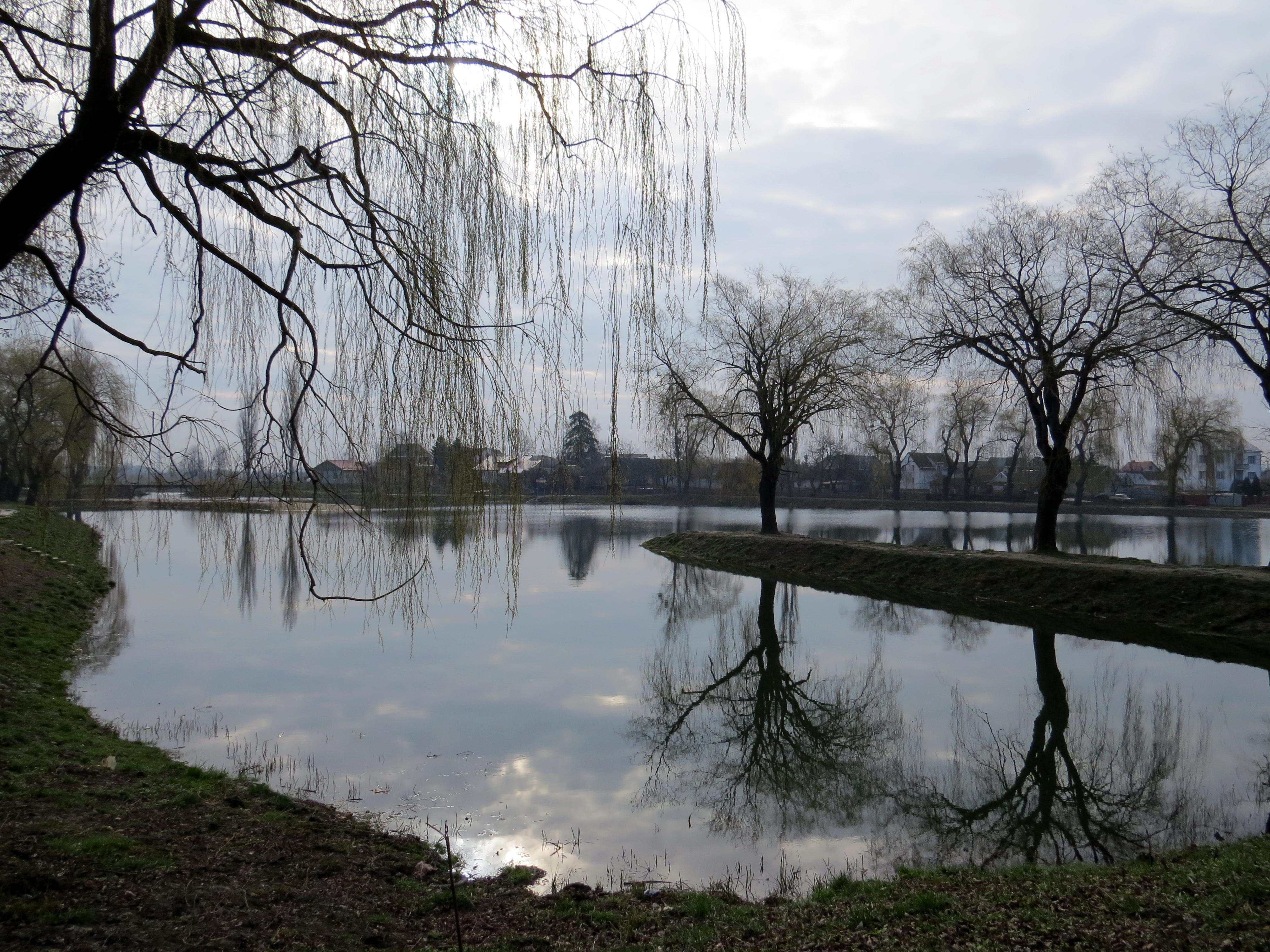
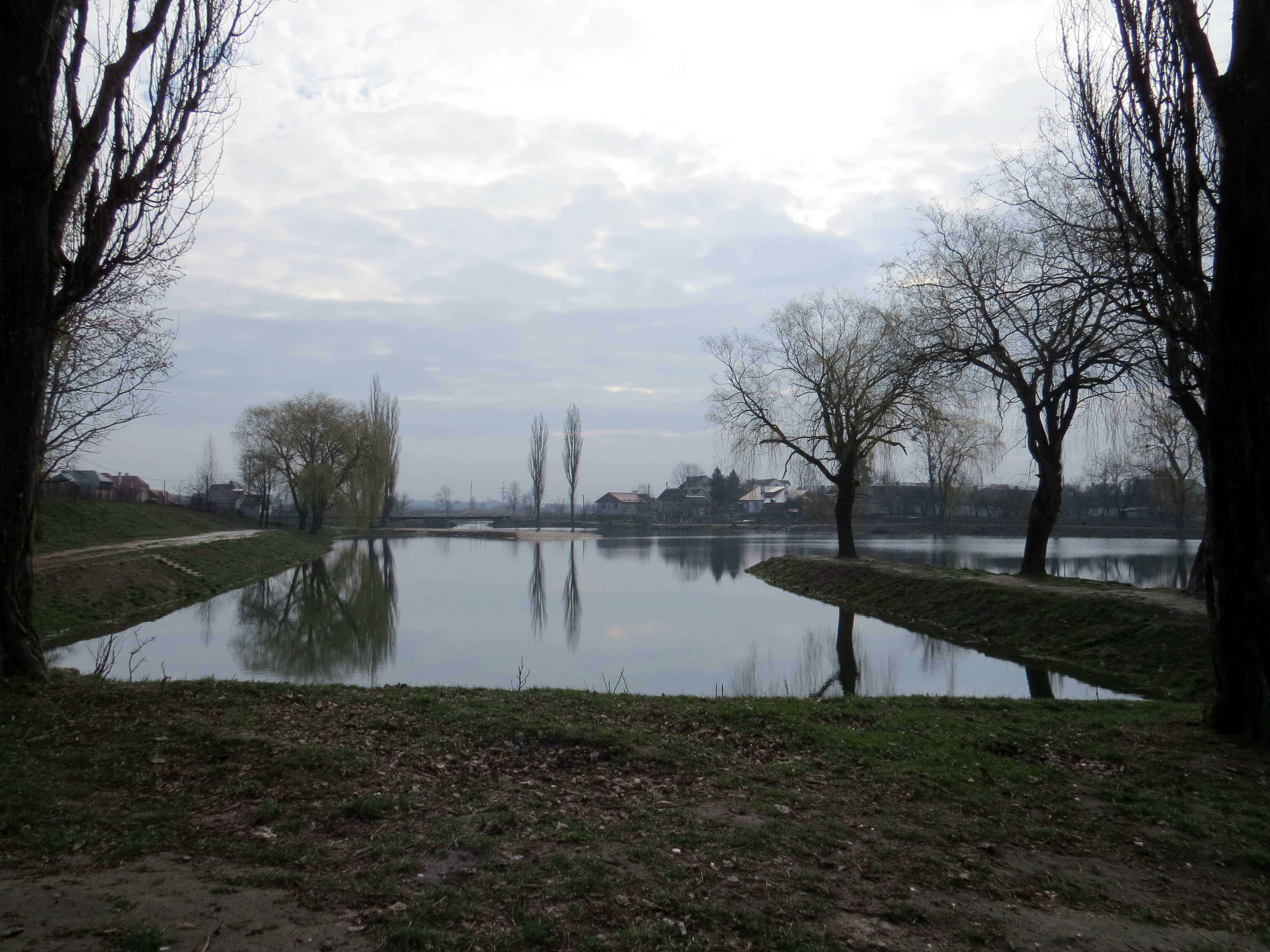
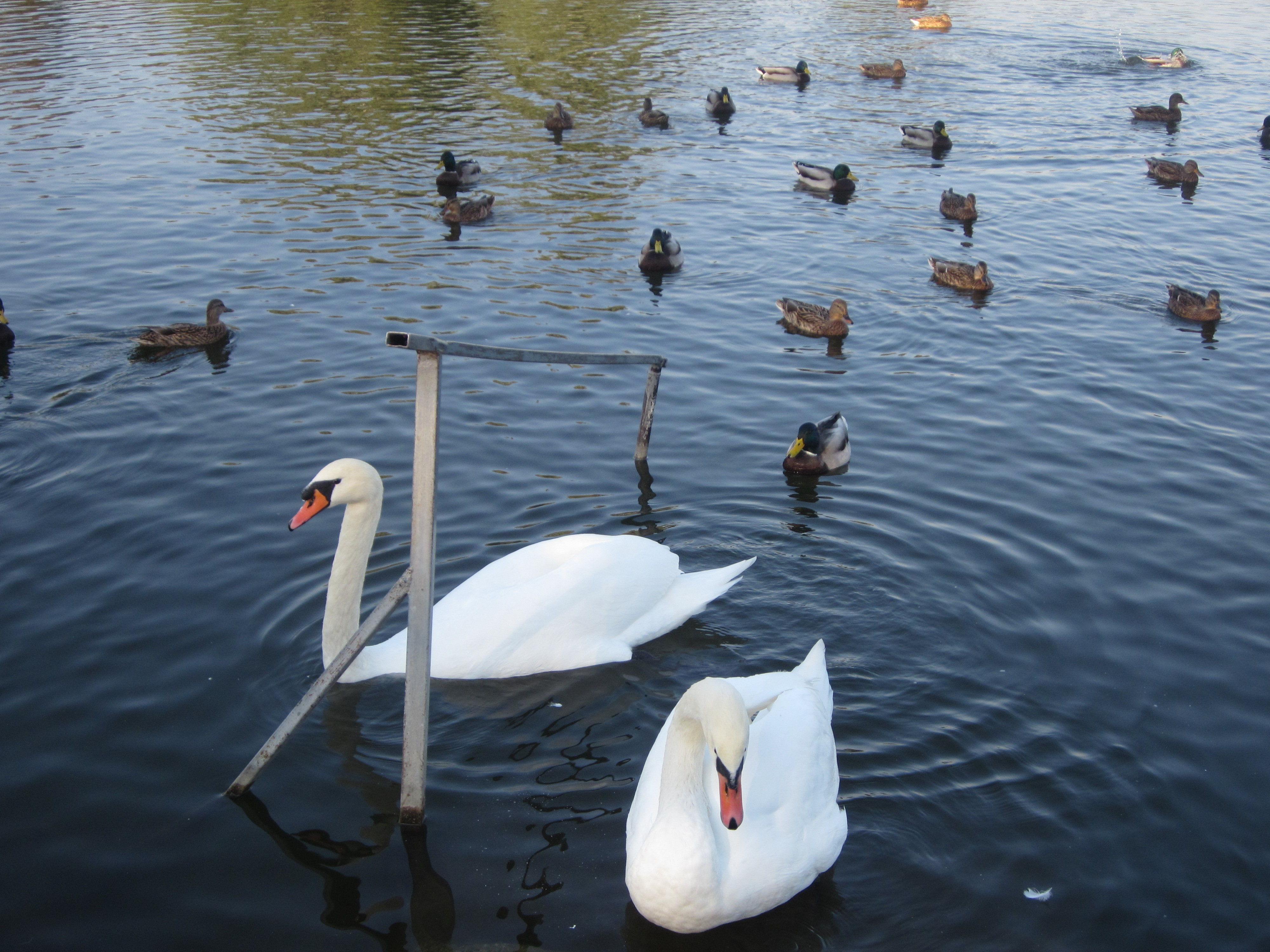
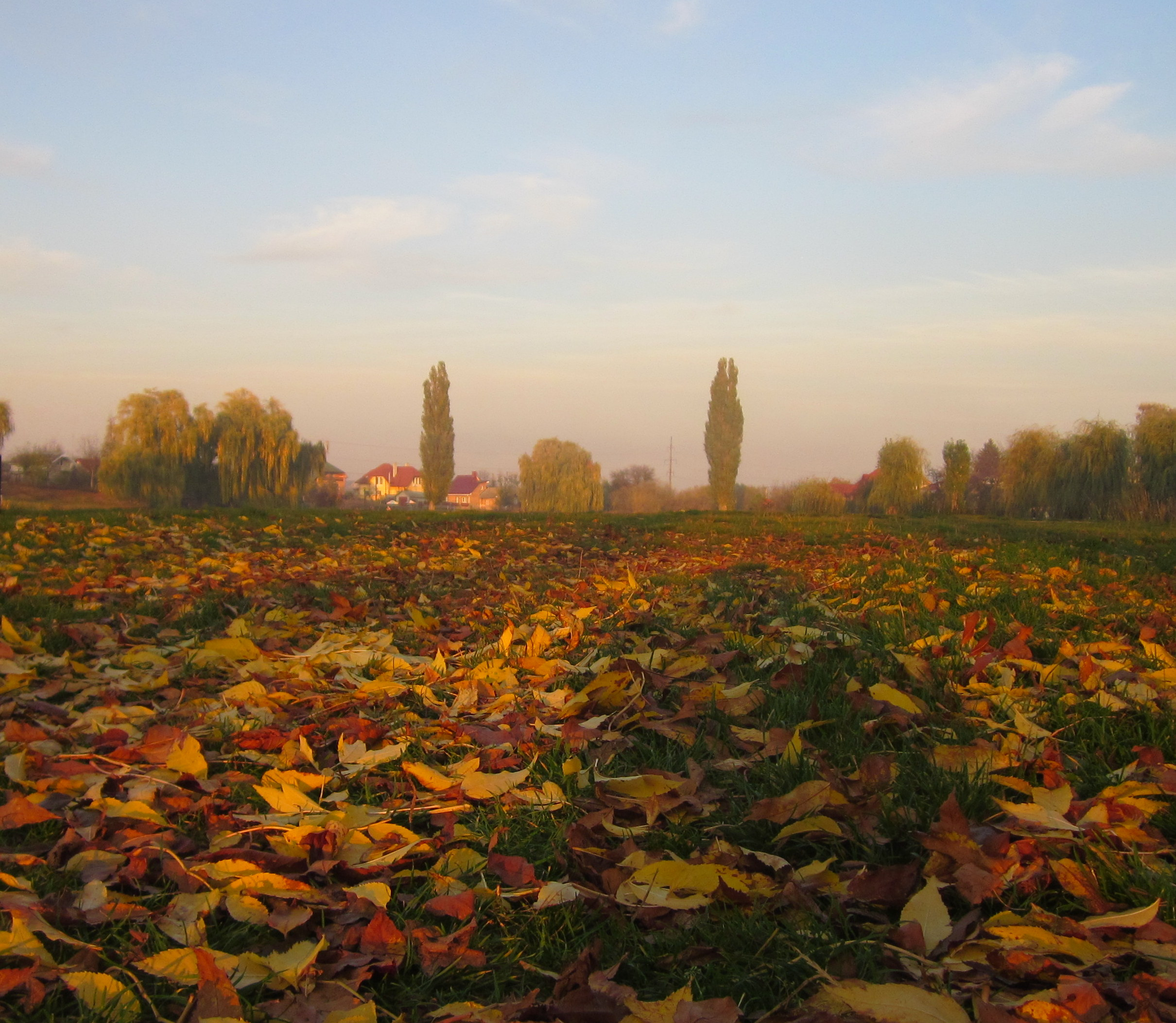
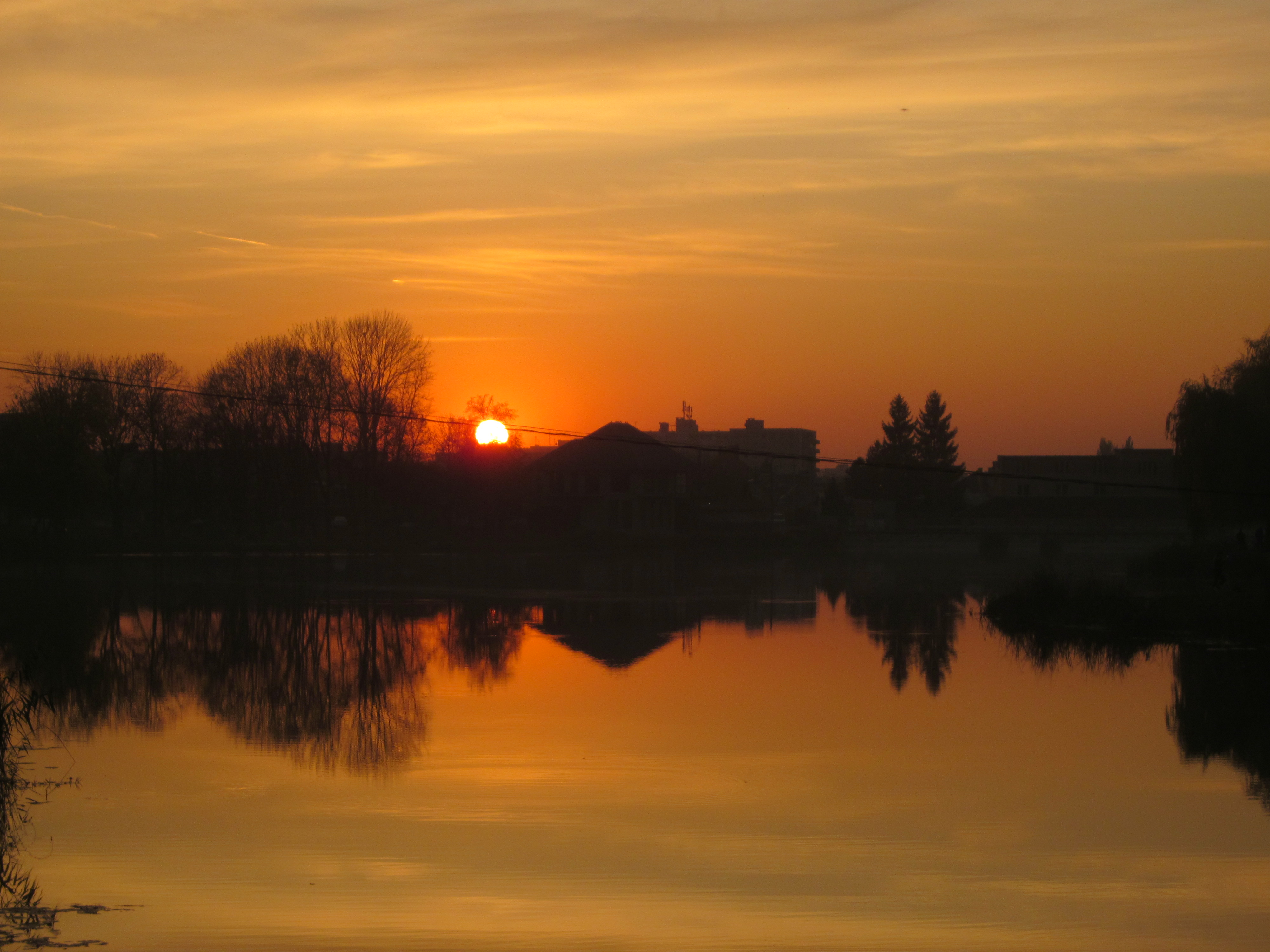
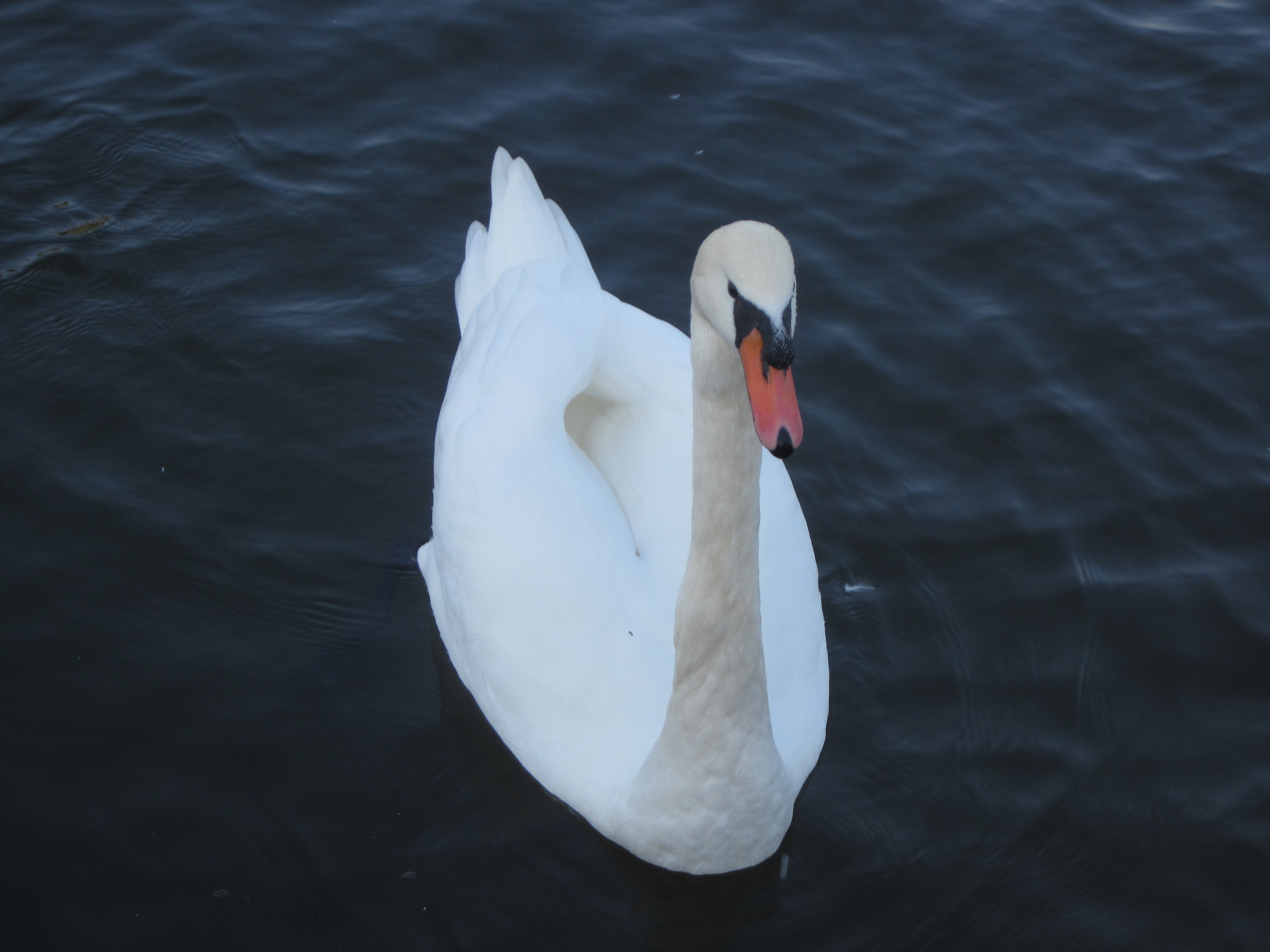
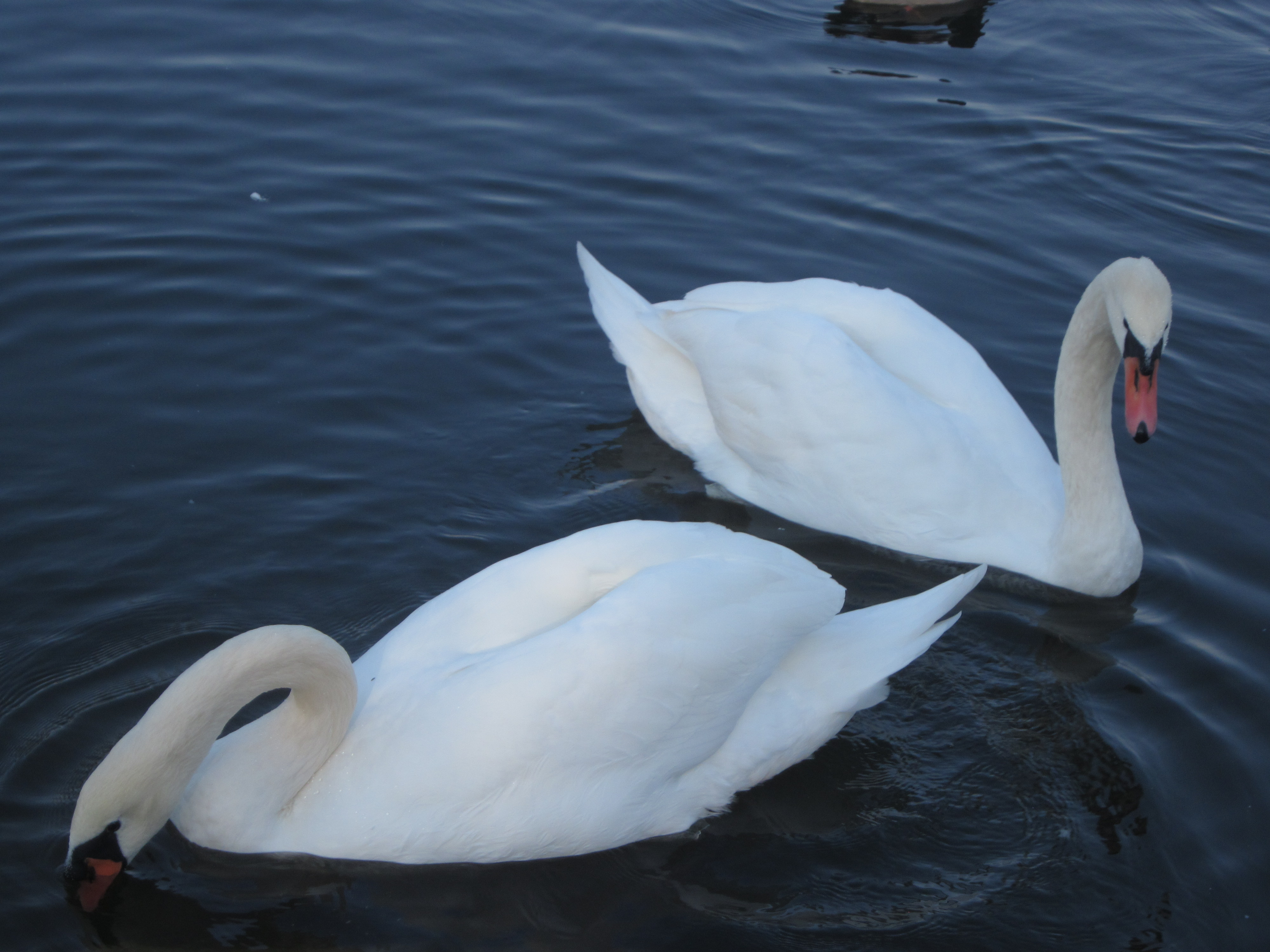
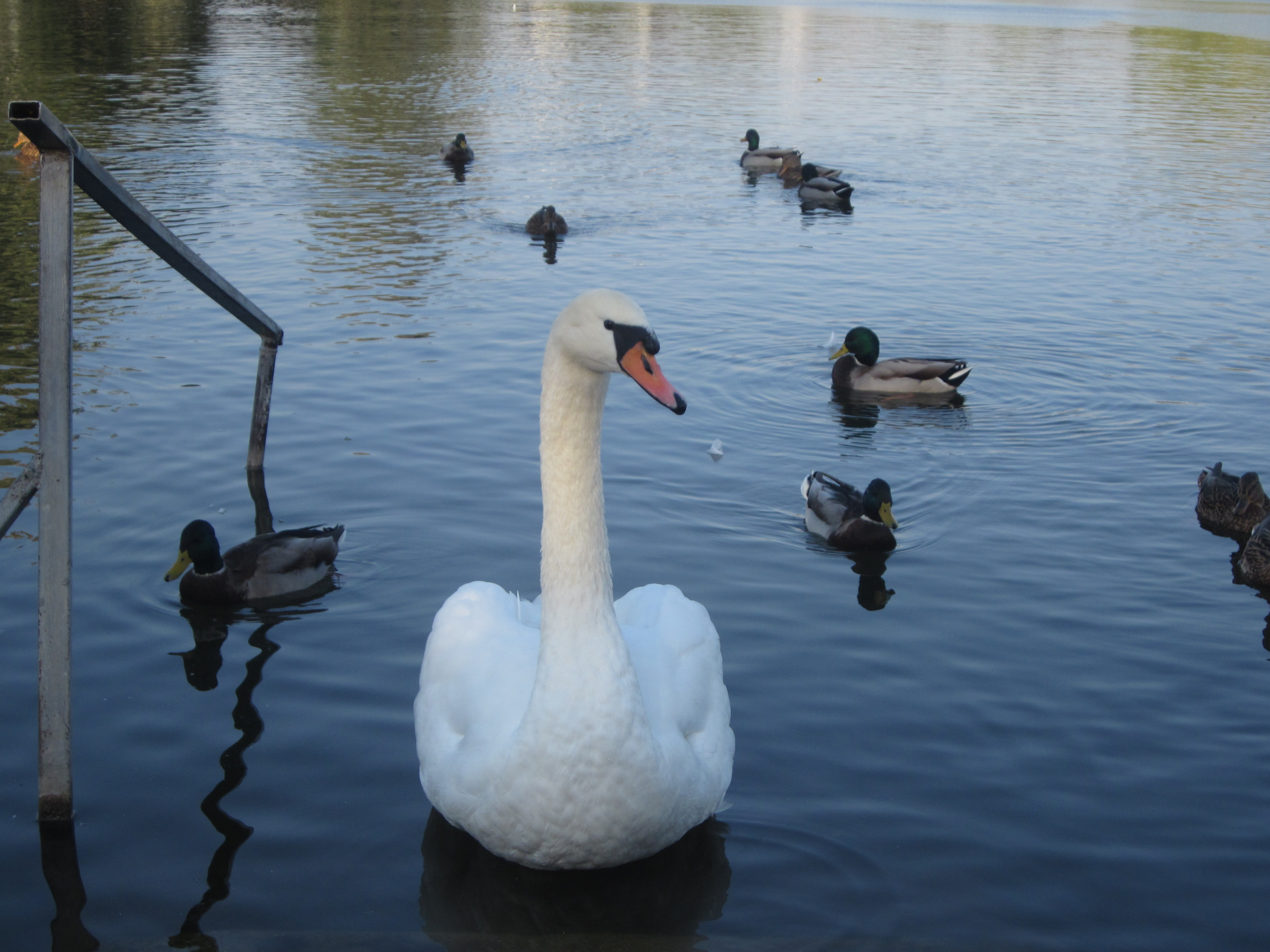
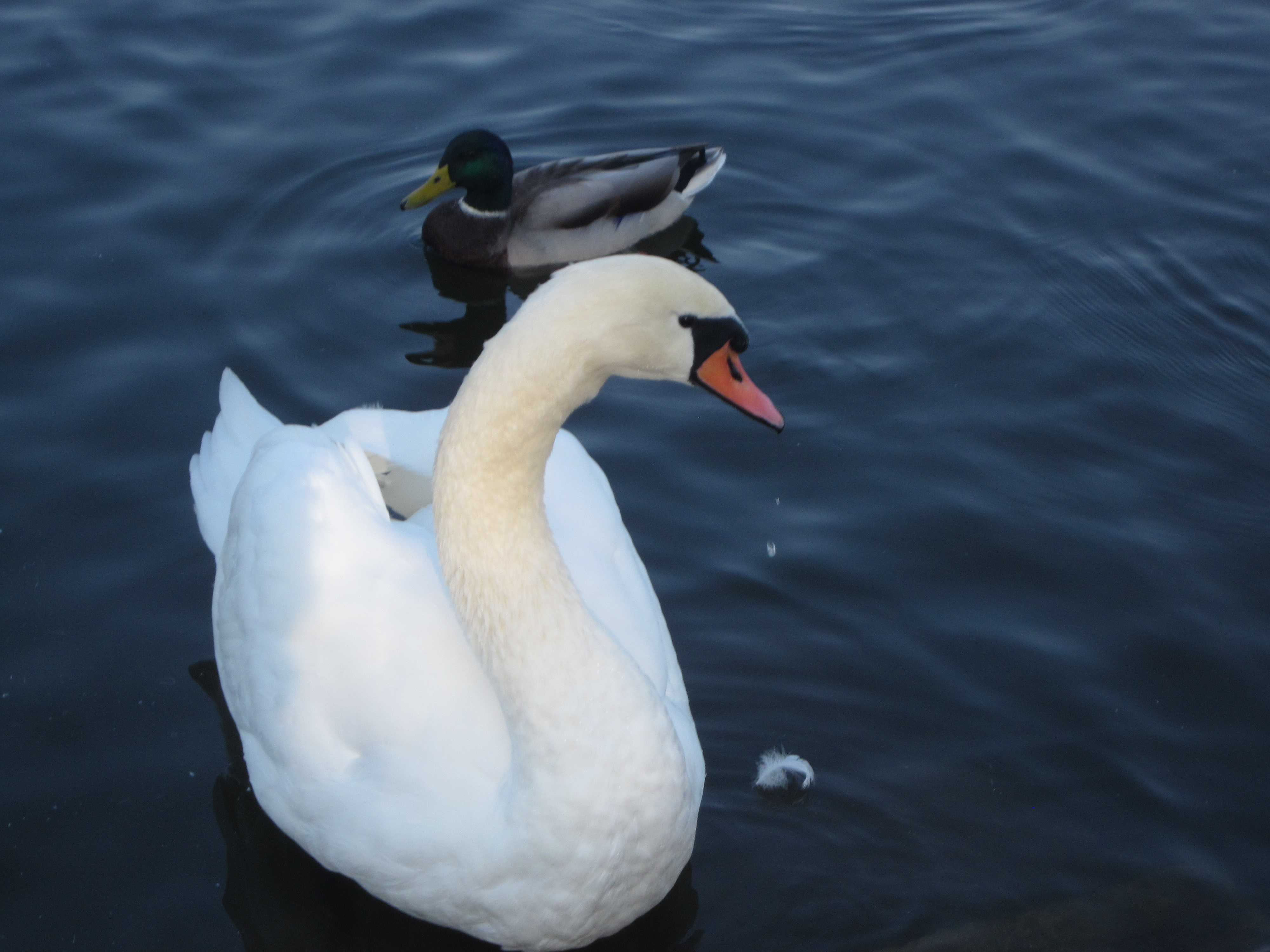
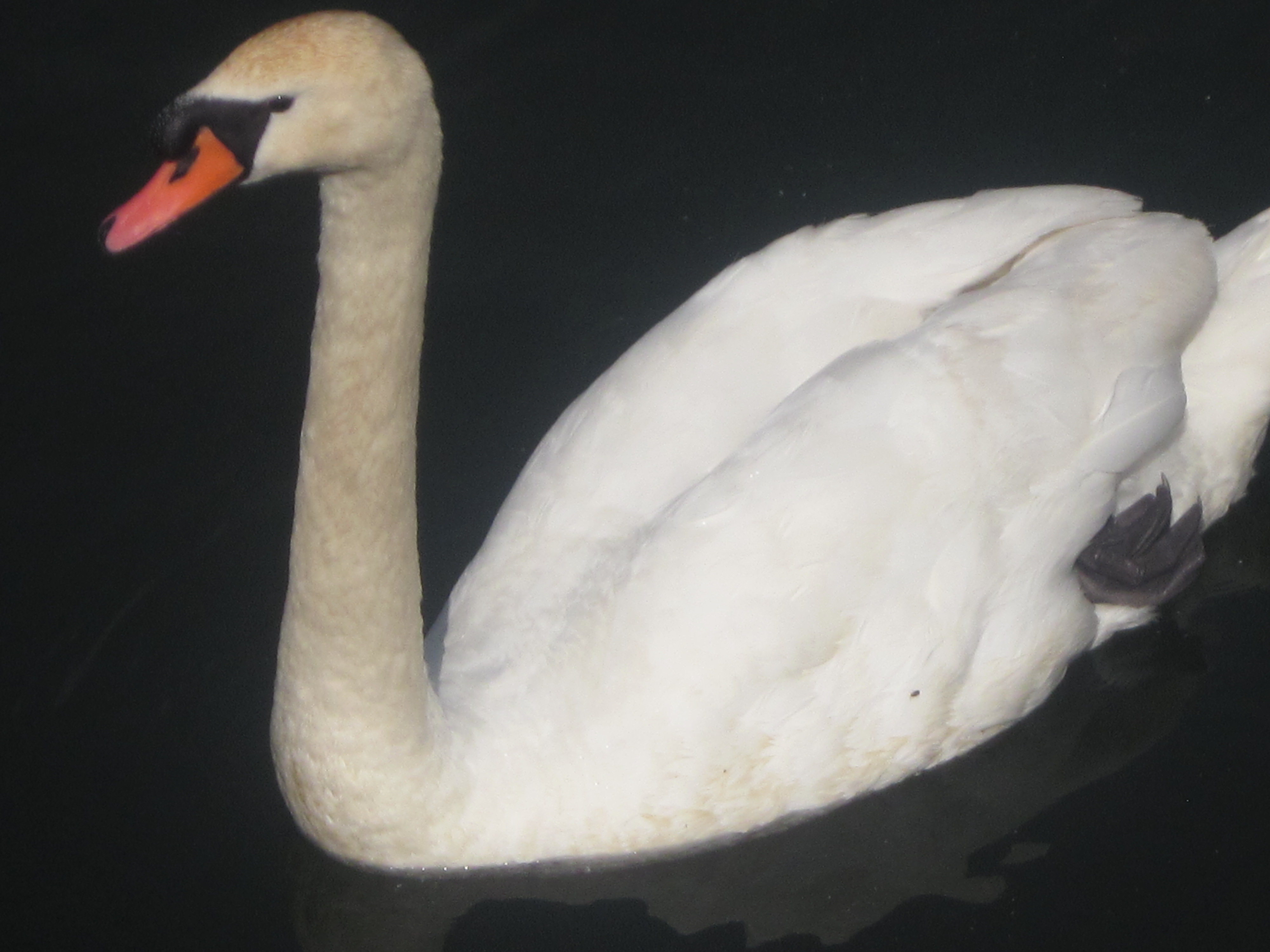
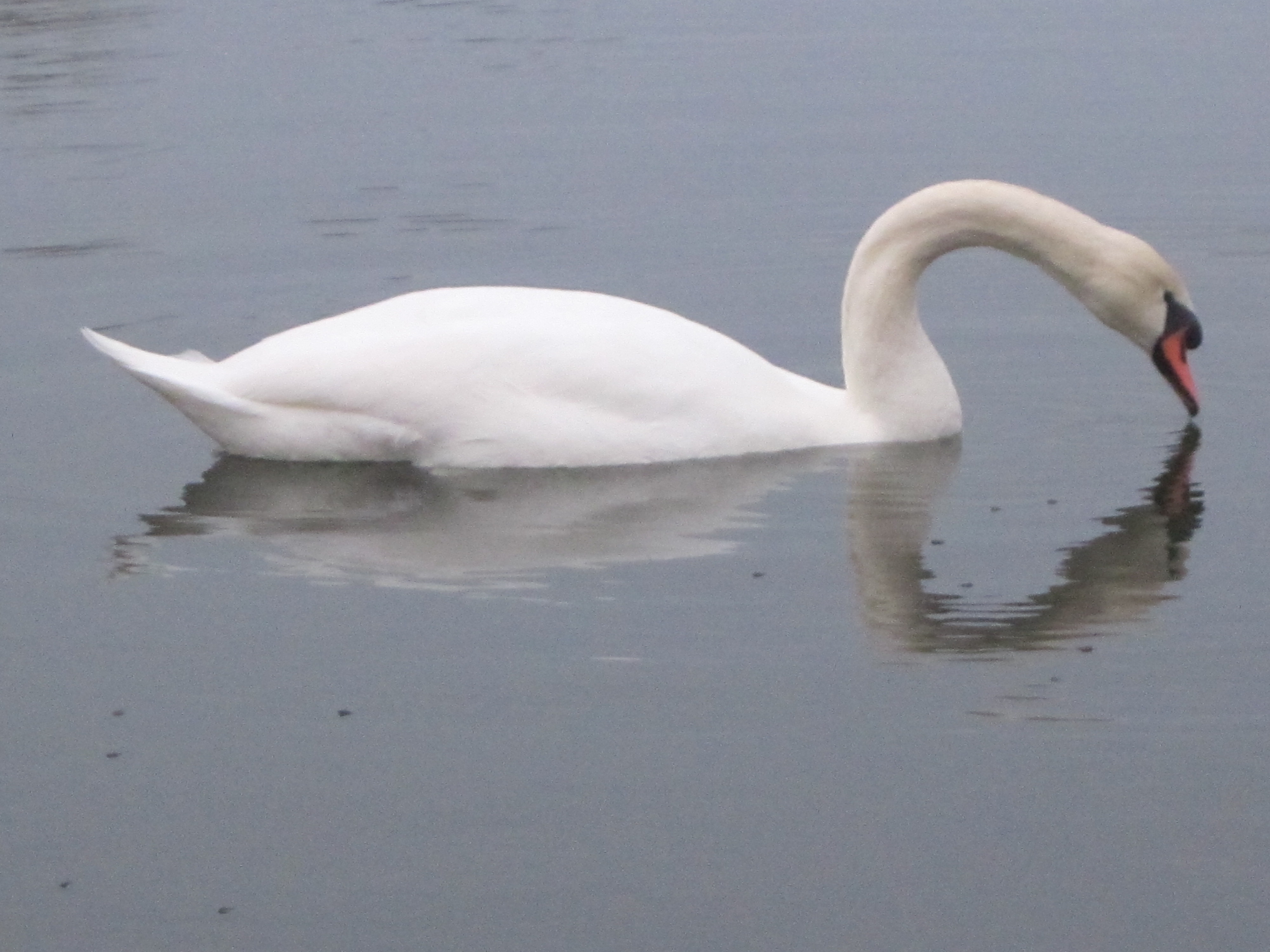
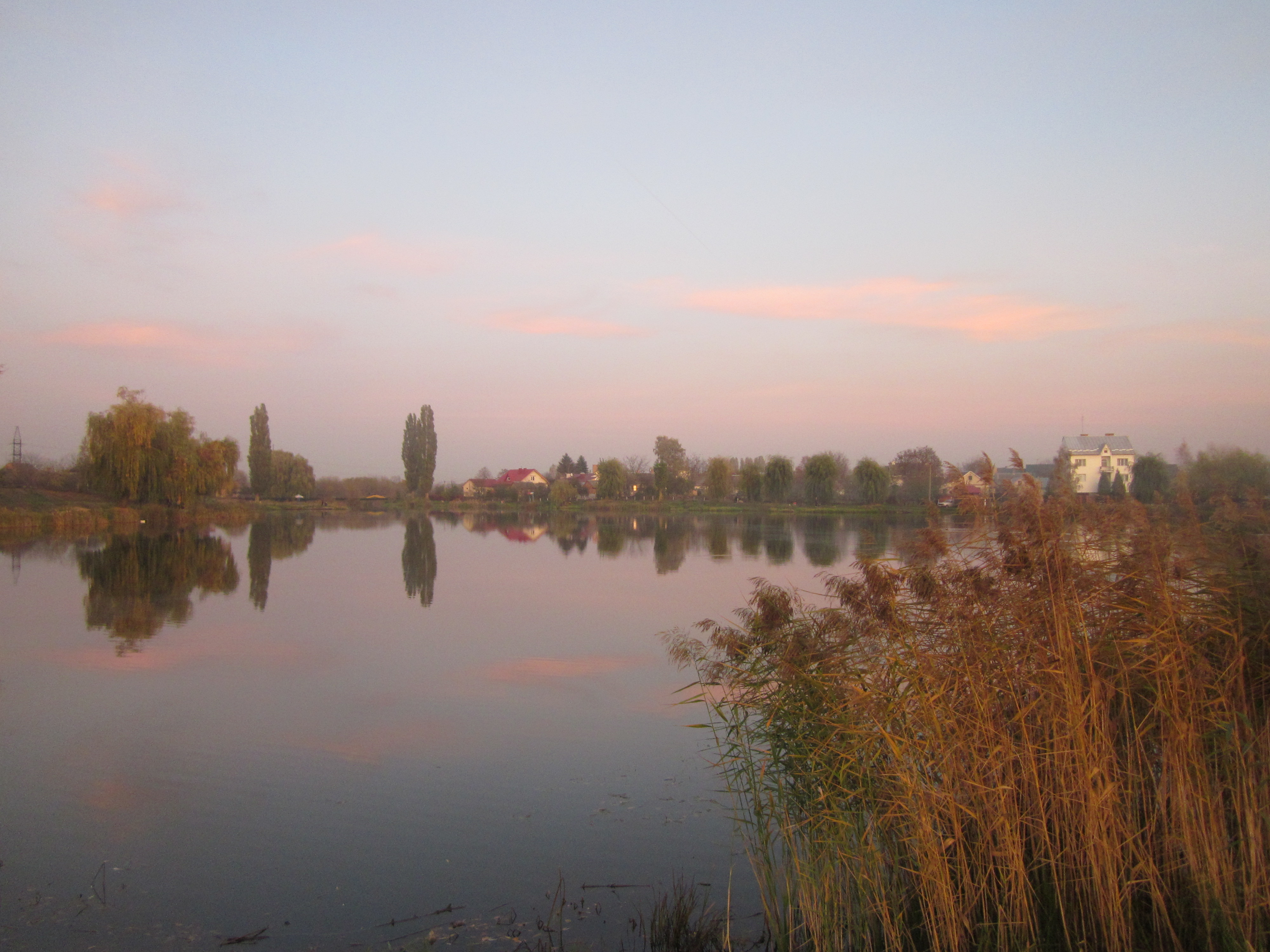
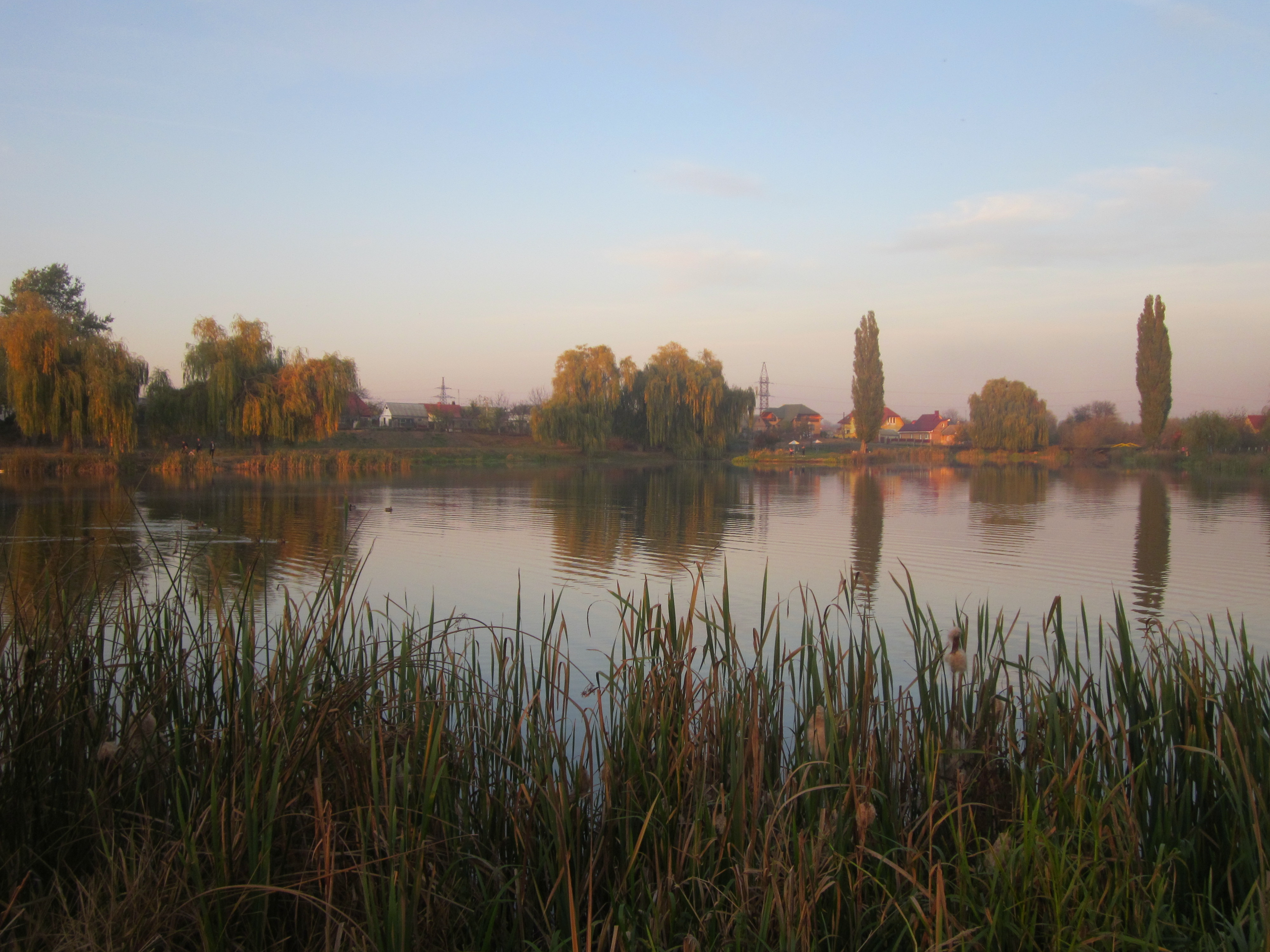
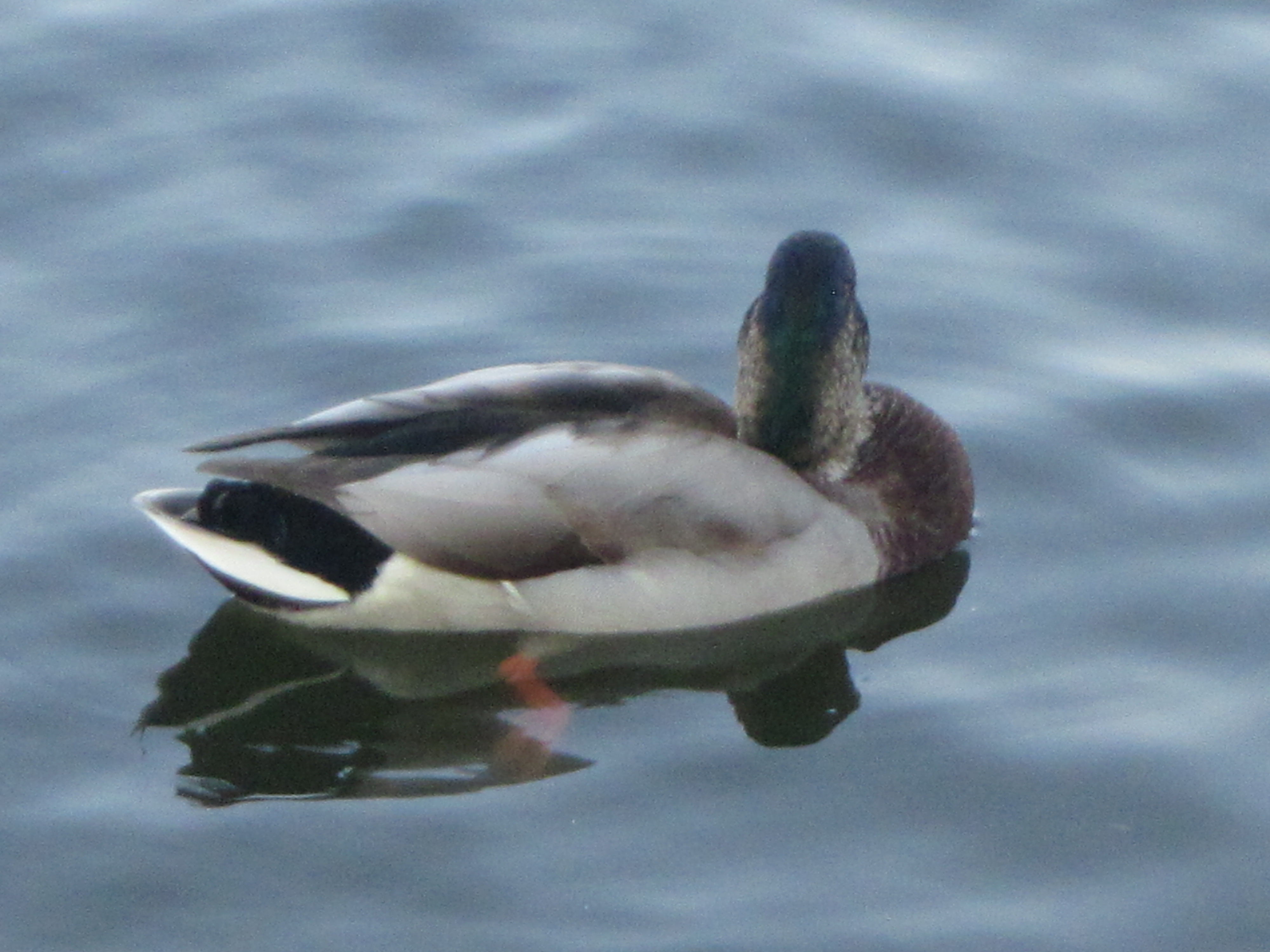